# Moquehuá
Moquehuá est une localité argentine située dans le partido de Chivilcoy, dans la province de Buenos Aires.
Elle est située sur la route provinciale 30, à 30 km de la rroute nationale 5 ; les localités proches sont Villa Moll, Pedernales et Norberto de la Riestra dans le partido de Veinticinco de Mayo.

## Toponymie
La version la plus populaire, acceptée comme vraie, assure qu'étymologiquement Moquehuá signifie « tas de maïs ». Bien que certains spécialistes ne partagent pas cette idée et préfèrent envisager d'autres possibilités, comme un éventuel hommage à un soldat de San Martín mort dans l'une des batailles pour l'indépendance du pays. Il est également affirmé qu'il y avait un cacique chilien appelé Moquehua bien que selon cette source il soit inconnu car il a l'accent.

## Démographie
La localité compte 2 130 habitants (Indec, 2010), ce qui représente une augmentation de 4,2 % par rapport au recensement précédent de 2001 qui comptait 2 223 habitants.

## Religion
| Diocèse  | Mercedes-Luján |
| -------- | -------------- |
| Paroisse | San José       |